# 紗久楽さわ
紗久楽 さわ（さくら さわ、生年不明）は、日本の漫画家。大阪府出身。京都造形芸術大学舞台芸術学科卒業。
平成生まれ。2004年の大河ドラマ「新選組!」を契機に江戸時代に関心を持ち、歌舞伎鑑賞を始める。杉浦日向子の漫画「合葬」に出会い、杉浦の作品に触れるうち、江戸を題材にした漫画を描くようになる。
2008年から江戸時代の浮世絵師たちを描いた「猫舌ごころも恋のうち」を自身のウェブサイトに公開、2009年に書籍化されると、繊細で色気あふれる絵柄は人気を博し、幕末の歌舞伎を題材にした漫画『かぶき伊佐』で連載デビューする。代表作『百と卍』はボーイズラブ作品としては初めて、2019年の第22回文化庁メディア芸術祭マンガ部門優勝賞に選出される。

## 作品

### 漫画
- 当世浮世絵類考猫舌ごころも恋のうち（ふゅーじょんぷろだくと〈POE BACKS〉）
- あだうち 江戸猫文庫（少年画報社〈ねこぱんちコミックス ねこの奇本〉）
  - 収録内容
    - あだうち
    - にゃんだかとってもいい日和
    - とらとらとら
    - しばふね
    - かがやくひのみや
    - ふるさと戀し
    - きんととととと
    - にゃんだかとっても江戸日和
- かぶき伊佐（エンターブレイン〈コミックビーム〉）
- まんまこと（原作者：畠中恵、秋田書店〈プリンセスコミックスデラックス〉）
- きみめぐり（原作者：畠中恵、新潮社〈BUNCH COMICS〉）※アンソロジー『しゃばけ漫画 仁吉の巻』収録
- 百と卍（祥伝社〈on BLUE comics〉）
- 子だぬきの拾いもの（エンターブレイン〈コミックビーム〉）※アンソロジー『Awesome Fellows! Perfect』収録
- 歌舞伎名優伝（編：河出書房新社編集部、河出書房新社）※歌舞伎ガイド本『乙女のための歌舞伎手帖』収録
- 純真、久しからず（シュークリーム〈from RED〉）

### 表紙・イラストデザイン
- 葉桜と魔笛（著：太宰治、立東舎〈乙女の本棚〉、2016年12月）
- 全訳 男色大鑑〈武士編〉（編：染谷智幸・畑中千晶、文学通信、2018年）
- 全訳 男色大鑑〈歌舞伎若衆編〉（編：染谷智幸・畑中千晶、文学通信、2019年）
- 婆沙羅/室町少年倶楽部 山田風太郎傑作選 室町篇（著：山田風太郎、河出書房新社〈河出文庫〉、2020年）
- 化け者心中（著：蝉谷めぐ実、KADOKAWA、2020年10月）
- これからの古典の伝え方 西鶴「男色大鑑」から考える（著：畑中千晶、文学通信、2021年）
- 夜と月の呪祓師 異聞深川七不思議（著：水川清子、猿江商會、2023年）
- 化け者手本（著：蝉谷めぐ実、KADOKAWA、2023年7月）
- 紫式部と清少納言の事件簿（著：汀こるもの、星海社〈星海社FICTIONS〉、2024年）